# Mar de Laquedivas
El mar de Laquedivas (en idioma inglés, Laccadive Sea) es un mar de borde localizado en la parte norte del océano Índico, que bordea la costa suroccidental de la India (incluyendo las islas Laquedivas, que le dan nombre), las islas Maldivas y Sri Lanka.

## Delimitación de la IHO
La máxima autoridad internacional en materia de delimitación de mares a efectos de navegación marítima, la Organización Hidrográfica Internacional («International Hydrographic Organization, IHO), considera el mar de Laquedivas («Laccadive Sea») como un mar. En su publicación de referencia mundial, «Limits of oceans and seas» (Límites de océanos y mares, 3.ª edición de 1953), le asigna el número de identificación 42 y lo define de la forma siguiente:

En el oeste.
Una línea que va desde Sadashivgad Lt., en la costa oeste de la India, (14°48'N, 74°07'E) hasta Coré divh (13°42'N, 72°10'E) y desde allí hacia el lado oeste de los archipiélagos Laquedivas y Maldivas, hasta el punto más meridional del atolón Addu, en las Maldivas.

En el sur.
Una línea que va desde punta Dondra de Ceilán, hasta el punto más meridional del atolón Addu.

En el este.
La costa occidental de Ceilán e India.

En el noreste.
El puente Adams (entre la India y Ceilán).
Limits of oceans and seas, pág. 21.